# بشين ده (راز)
بشين ده (بالفارسية: پشین ده) هي قرية تقع في إيران في قسم راز الريفي. يقدر عدد سكانها بـ 1,178 نسمة .